# دان هاردي
دان هاردي (بالإنجليزية: Dan Hardy) هو ملاكم تايلندي بريطاني، ولد في 17 مايو 1982 في نوتنغهام في المملكة المتحدة.

## وصلات خارجية
- الموقع الرسمي
- دان هاردي على موقع يو إف سي (الإنجليزية)
- دان هاردي على موقع شيردوغ (الإنجليزية)
- دان هاردي على موقع Tapology.com (الإنجليزية)
- دان هاردي على موقع IMDb (الإنجليزية)
- دان هاردي على موقع ميوزك برينز (الإنجليزية)
- دان هاردي على موقع قاعدة بيانات الفيلم (الإنجليزية)